# Brigitte Vasallo
Brigitte Vasallo (Barcellona, 1973) è una scrittrice, attivista e femminista spagnola nota soprattutto per la sua critica all'islamofobia di genere, al purplewashing e all'omonazionalismo, nonché per la difesa del poliamore nelle relazioni affettive.

## Biografia
Figlia di una famiglia galiziana emigrata in Francia e poi in Catalogna, conferma la sua identità xarnego, sebbene non si adatti al significato originale del termine. Trascorre gran parte della sua vita adulta in Marocco, cosa che le permette di acquisire una prospettiva del pensiero egocentrico e coloniale egemonico della società occidentale
Collabora regolarmente con vari media, come il sito eldiario.es, Catalunya Ràdio, Diagonal, La Directa o Pikara Magazine, oltre a tenere numerose conferenze. È docente al Master of Gender and Communication presso l'Università Autonoma di Barcellona.

## Carriera
Il lavoro di Vasallo è strutturato attorno a due assi principali. Da un lato, analizza l'intersezionalità tra razzismo e misoginia, in particolare su come colpisce le donne musulmane. In questo senso, lei denuncia il purplewashing e il pinkwashing, o in altre parole, come il femminismo e i diritti LGBTI sono strumentalizzati per giustificare la xenofobia, cessando di essere fini a se stessi.
D'altra parte, apprezza altri modi di relazionarsi, a parte la tradizionale monogamia, superando la fedeltà come modalità di possesso e l'amore come un bene limitato. Tuttavia, avverte anche di come il poliamore possa essere appropriato dal neoliberalismo da una prospettiva individualistica, riproducendo le strutture di potere ereditate e oggettivando le persone e il loro corpo come un altro bene consumabile.

### Libri
- Pornoburka: desventuras del Raval y otras f(r)icciones contemporáneas (2013)[11][12]
- Pensamiento monógamo. Terror poliamoroso (2018)[13]

Linguaggio inclusivo ed esclusione di classe. *https://www.larousse.es/libro/lengua-espanola/lenguaje-inclusivo-y-exclusion-de-clase-brigitte-vasallo-9788418100994/